# Hansenochrus dispar
Hansenochrus dispar är en spindeldjursart som först beskrevs av Hansen 1905.  Hansenochrus dispar ingår i släktet Hansenochrus och familjen Hubbardiidae. Inga underarter finns listade i Catalogue of Life.